# Wycug
Wycug, wymowa, wyłamek – dożywotnie zabezpieczenie rodziny chłopa (rolnika) w sytuacji, gdy ze starości nie mógł już obrabiać gospodarstwa. Korzystający z tego zwyczajowego przywileju, stawał się wycużnikiem lub wymownikiem. Wyraz „wycug” jest półkalką niemieckiego Auszug o tym samym znaczeniu. W języku niemieckim wycużnika określano mianem Auszügler. 
Za wywiązywanie się z pańszczyzny odpowiadał mężczyzna i prawo wymowy w zasadzie jego dotyczyło. W razie jego śmierci jednak wszelkie prawa przechodziły na kobietę. Mogła dobrać sobie pomocnika, wyjść za mąż lub, zwłaszcza w starszym wieku, po niespodziewanej śmierci męża zostać wycużniczką. Pomocy mógł też udzielić feudał - wyznaczał zastępcę, który ustępował z gospodarstwa, gdy któreś z dzieci kobiety osiągnęło pełnoletniość (24 lata). Gdy kobieta wyszła za mąż, do dziedziczenia prawo miały jej dzieci z pierwszego małżeństwa. Chłop (a w jego braku kobieta) decydował, które dziecko obejmie gospodarstwo. Jeśli wywiązywanie się z obowiązków pańszczyźnianych odbywało się bez problemów, pan zwykle w te sprawy się nie wtrącał (ale zawsze mógł).
Nieco inaczej wyglądała sprawa wycugu na ziemi dziedzicznej, zaś inaczej na ziemi lassyckiej. Ziemia uprawiana przez lassytę była ziemią folwarczną i poza osobistym wyposażeniem i przychówkiem z inwentarza żywego nie było na niej niczego, co nie byłoby pańskie (mówi to wprost ordynacja hipoteczna; wcześniej było to ujęcie zwyczajowe). Chcący skorzystać z prawa wycugu musiał uzyskać zgodę i pan albo dostarczał mu materiał i stolarzy na budowę budynku wycużnego, albo nakazywał udanie się w konkretne miejsce. Zawsze w lepszej sytuacji był gospodarz mający następców z rodziny. Starość spędzana przy pracującej rodzinie była rzeczą naturalną i pan – poza sytuacjami, gdy z jakiegoś powodu zmieniał gospodarza – nie interweniował. Jeśli kandydat na wycużnika panu podpadł, a nie miał następców w rodzinie, raczej na zabezpieczenie starości nie mógł liczyć. Ostatnią szansą takiego chłopa mogła być opieka ze strony gminy.
Z okresu przed zaborem Śląska przez Prusy (1742) trudno znaleźć jakieś dokumenty dotyczące tych spraw; prawdopodobnie wszystko odbywało się na zasadzie prawa zwyczajowego albo dokumenty zostały zniszczone. Pruskie władze, żądając dowodów (dokumentów), których nie było, mogły dość swobodnie kształtować własne prawo. Całość zagadnień prawnych ogólnie regulowało pruskie prawo krajowe, odsyłające w konkretnych przypadkach do szczegółowego prawa prowincjonalnego – stąd szczegóły rozwiązań i daty ich wprowadzenia w różnych prowincjach mogą się różnić. Na Śląsku pruskim już 14 listopada 1749 roku wydano edykt traktujący o obowiązkach wobec biednych ciążących na feudałach (z tytułu sprawowania sądownictwa patrymonialnego) i ze strony gminy. W 1783 ogłoszono powszechną ordynację o hipotekach, na podstawie której dziedziczni gospodarze dostali dokumenty hipoteczne. W okresie od 9 października 1807 roku do 2 marca 1850 roku prawo do własnych hipotek otrzymali wszyscy, którzy zachowali ziemię, stając się jej właścicielami. W efekcie właściciel hipoteki musiał sądownie załatwiać przekazanie ziemi następcy, a w osobnym akcie regulował warunki swego pobytu na wycugu.
Zwykle oddawano mu małe jednoizbowe pomieszczenie, często przygotowane przez niego samego w czasach gdy był sprawny, kawałeczek działki obsadzanej jego własnymi ziarnem (musiał je sobie zaoszczędzić lub kupić), zaś samą uprawą zajmował się już gospodarz następca.
Ten, kto zaufał przyrzeczeniom następcy i nie sporządził odrębnej umowy prawnej na wycug, mógł się bardzo rozczarować. Bywały lata klęsk głodu (np. 1847), a w ich efekcie wielu starych ludzi wyrzucano z domów. Landraci przypominali sołtysom, aby zamarzniętych niezwłocznie usuwać z przydrożnych rowów. Pamięć o takich zdarzeniach mobilizowała starszych do zabezpieczenia sobie odpowiednich warunków pobytu dożywotniego. Zwracano uwagę na położenie pomieszczenia wycużnego, dostęp do drogi, dostęp do studni, zapewniano sobie drobne pieniądze i inne sprawy bytowe.
Instytucja wycugu z czasem stawała się coraz popularniejsza, o czym świadczy dość powszechna znajomość nazwy, także w regionach nieobjętych jurysdykcją pruską. Prawdopodobnie przyczyniło się do tego doświadczenie życiowe i prawnicy, którzy zabezpieczając interesy osób starszych, takie rozwiązania im radzili przed przekazaniem gospodarstwa dzieciom.